# Hubert Roussellier
Pour les articles homonymes, voir Roussellier.
Hubert Roussellier (1912-1972) est un haut fonctionnaire et résistant français.

## Biographie
Issu d'une « grande famille protestante des Cévennes », fils d'Amédée Roussellier, Hubert Eugène Henri Roussellier naît le 6 janvier 1912 à Paris. Diplômé de l'École libre des sciences politiques et licencié en droit, il échoue au concours du Conseil d'État.
Après le débarquement allié en Afrique du Nord (1942), il rejoint Alger avec l'appui de Jean Jardin. Il s'engage ensuite dans la 2e division blindée.
En 1956, il est chargé des affaires allemandes au ministère des Affaires économiques ; en 1949, il devient chef du service chargé de la direction des conseillers commerciaux, puis en 1959 commissaire du gouvernement auprès de la Banque française du commerce extérieur.
Il est deux fois directeur du cabinet d'André Boulloche, d'abord lorsqu'il occupe le poste de ministre délégué à la présidence du Conseil (1958), puis comme ministre de l'Éducation nationale (1959). Après avoir participé à sa fondation en 1961, il devient président-directeur général de la Société pour l'expansion des ventes des produits agricoles et alimentaires en 1963.
En 1963, il est nommé directeur général du Centre national du commerce extérieur, : jusqu'en 1970, il s'efforce d'insuffler aux entreprises françaises « le goût et la pratique de l'exportation ».
Nommé conseiller-maître à la Cour des comptes en 1972, et en 1968 au conseil d'administration de l'Office de radiodiffusion-télévision française par son ami François-Xavier Ortoli, il participe au comité d'orientation du Courrier des pays de l'Est.
Il meurt le 10 août 1972, à Porto-Vecchio, à l'âge de 60 ans, d'une maladie de cœur.
Une salle porte son nom au siège du CFCE.

## Décoration
- Commandeur de la Légion d'honneur (1964)[15].
- Croix de guerre 1939-1945[6].
- Médaille de la Résistance[6].